# Antonio Sánchez Pérez
Antonio Sánchez Pérez (Madrid, 1838-Madrid, 1912) va ser un periodista i escriptor espanyol.

## Biografia
Nascut en Madrid el 4 de juny de 1838, va conrear la novel·la i la literatura dramàtica, encara que la seva principal vocació va ser el periodisme. Ha estat descrit com un «seguidor incondicional» del polític republicà Francesc Pi i Margall. Va ser director o redactor dels periòdics madrilenys La Reforma, La República Ibérica, Jaque Mate, Gil Blas, La Discusión, El Otro, El Solfeo, La Unión, La Vanguardia, El Mundo Político, La República, El Nuevo Régimen, El Tío Paco, El Maestro Ciruela, La Correspondencia de España o Gente Vieja, entre d'altres. També va col·laborar amb freqüència en bona part dels periòdics polítics i literaris de Madrid, i va signar treballs a El Mundo de los Niños (1890), La Gran Vía (1893), La Lidia (1894), La Ilustración Española y Americana (1897-), La Ilustración Ibérica (1898), Blanco y Negro (1892), El Gato Negro (1898). La España Moderna, El Liberal de Madrid, El Mutualista (1903), El Aviso de Sevilla (1903), ABC (1903), Pluma y Lápiz (1903), Los Teatros (1903) i Los Cómicos (1904). Signà amb pseudònims com «Gil Pérez» o «Joaquín Mala». Professor de matemàtiques cap al 1903 a l'Institut de San Isidro, va morir a Madrid en 1912.